# Parti vert Mazingira du Kenya
Le Parti vert Mazingira du Kenya est un parti vert kenyan. Il était autrefois connu sous le nom de Parti libéral du Kenya (LPK).

## Historique
Aux élections générales kényanes de 1997, le LPK présente un candidat à la présidentielle, Wangari Muta Maathai, qui est devenu plus tard lauréat du Prix Nobel de la paix. Le parti n'a alors pas remporté de siège parlementaire. En 2002, les élections générales suivantes ont lieu, et le parti dirigé par Maathai fait partie de la coalition victorieuse : la Coalition nationale arc-en-ciel. Wangari Muta Maathai remporte le siège parlementaire de la circonscription de Tetu.
Lors des élections générales kenyanes de 2007, Mazingira fait partie du Parti de l'unité nationale nouvellement créé et dirigé par le président Mwai Kibaki. Cependant, Mazingira présente également ses propres candidats. Il remporte un siège parlementaire aux élections, après que Silas Muriuki ait battu le candidat du PNU David Mwiraria dans la circonscription d'Imenti Nord.

## Terminologie
Le mot Mazingira signifie environnement en swahili.